# Ben Collins

Ben Collins

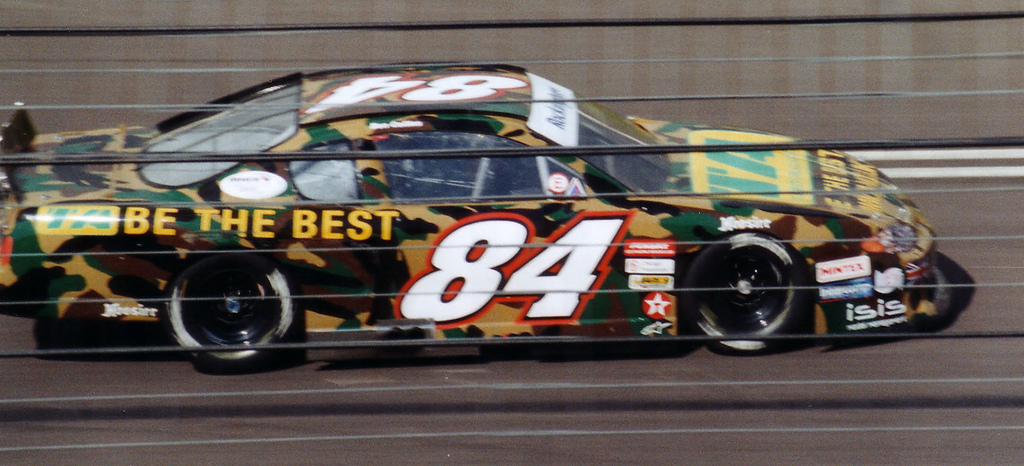
Ben Collins rijdt auto #84 tijdens het Europese SCSA kampioenschap.

Ben Collins (Bristol, 13 februari 1975) is een Brits autocoureur en stuntman. Tevens was hij The Stig, een anonieme testpiloot in het Britse autoprogramma Top Gear van de BBC tussen 2002 en 2010.
Collins was een coureur in de Formule 3, NASCAR en 24 uur van Le Mans. Daarnaast is hij stuntrijder en deed hij stunts in onder andere de James Bondfilm Quantum of Solace.

## Top Gear
In 2003 zou Collins Perry McCarthy (ook The Stig genoemd) hebben opgevolgd in het televisieprogramma Top Gear. McCarthy was ontslagen omdat hij in zijn boek Flat Out, Flat Broke zijn identiteit bekend had gemaakt. Tot 2010 wist Collins zijn kennelijke rol te verzwijgen. Er zijn echter wel eerder aanwijzingen geweest dat hij de Stig zou zijn. In 2006 werd zijn naam genoemd in het politierapport over het ongeluk van Richard Hammond, zijn functie werd omschreven als "high performance driver" en "consultant" van het programma. Op 20 januari 2009 werd bekend dat hij een kunstgalerie in Bristol had benaderd om een poster van de The Stig te maken. Eerder ontdekte een klusjesman al het witte pak en handschoenen in Collins huis. Desondanks ontkende James May, medepresentator van het televisieprogramma, dat Collins The Stig is. Op 22 augustus 2010 werd bekend dat rekeningen van zijn bedrijfje, Collins Autosport, een duidelijke link aantoonden met het programma Top Gear.
In augustus 2010 werd bekend dat de acteur achter The Stig graag zijn identiteit bekend zou willen maken, maar dat hem dat verboden wordt door de BBC. Deze laatste zou dreigen met een rechtszaak. Deze rechtszaak werd door de BBC echter verloren, waarna bekend werd dat Ben Collins the Stig is.

## Referentie
1. ↑  Ben Collins in de Race Driver Database
2. 1 2  Identiteit 'The Stig' bekend (NU.nl, 1 september 2010). Gearchiveerd op 2 september 2010. Geraadpleegd op 2 september 2010.
3. ↑  Nieuwsbericht op autoblog.nl 19 januari 2009
4. ↑  Artikel van De Pers; 20 januari 2009, 15:24
5. ↑  Artikel van FOK!; 22 augustus 2010, 20:42